# 加夫列尔·加西亚·马尔克斯
加夫列尔·何塞·加西亚·马尔克斯（西班牙語：Gabriel José García Márquez，1927年3月6日—2014年4月17日），昵称加沃（Gabo）、加维托（Gabito），生於哥伦比亚阿拉卡塔卡，哥伦比亚文学家、记者和社会活动家，拉丁美洲魔幻现实主义文学的代表人物，被认为是最伟大的西班牙语作家之一，也是20世纪最有影响力的作家之一，1982年诺贝尔文学奖得主，《百年孤独》的作者。

## 生平简述
1927年3月6日，马尔克斯生于哥伦比亚的小镇阿拉卡塔卡。
8岁前，马尔克斯一直居住在外祖父家，他的外祖父是上校，曾经两次参加哥伦比亚内战，外祖母是一个勤劳的农妇，对拉美传统神话故事非常熟悉。
1940年，马尔克斯迁居首都波哥大，1947年入哥伦比亚国立大学学习法律，并开始文学创作，在大学期间，马尔克斯开始阅读西班牙黄金时代的诗歌，为他以后的文学创作打下了基础。
1948年，马尔克斯因哥伦比亚内战中途辍学，不久进入报界，任《观察家报》记者。
1955年，他因连载文章揭露被政府美化了的海难而被迫离开哥伦比亚，任《观察家报》驻欧洲记者。他在该年出版了他的第一篇小说《枯枝败叶》，此前他花了七年时间才找到愿意出版它的人。马尔克斯曾经写道，“在所有他的作品中（截至1973年），《枯枝败叶》是他最喜欢的作品，因为他觉得它最真诚和自然。”
1958年，马尔克斯结婚，次年有了第一个儿子。
1960年，马尔克斯任古巴拉丁通讯社记者。
1961年至1967年，他移居墨西哥，从事文学、新闻和电影工作，之后他主要居住在墨西哥和欧洲，继续其文学创作。
在《百年孤独》发表之前，马尔克斯在拉丁美洲文坛之外并不广为人知。《百年孤独》出版后在拉丁美洲及西班牙语世界引起很大反响，并很快被翻译为多种语言。马尔克斯也一跃成为世界知名作家。1975年，他为抗议智利政变举行文学罢工，搁笔五年。
1982年，马尔克斯获诺贝尔文学奖，并任法国西班牙语文化交流委员会主席，同年，哥伦比亚地震，他回到祖国。
1999年，马尔克斯得淋巴癌，此後文學產量遽減。由于受家族遗传、癌症化疗等因素的消极影响，2012年传出马尔克斯已罹患老年痴呆症，其写作能力受到严重打击。
2014年4月17日，马尔克斯因肺炎在墨西哥城逝世。。

## 代表作品
《百年孤独》的故事发生在虚构的马孔多镇（马尔克斯称威廉·福克纳为导师，显然受其影响），描述了布恩迪亚家族七代人在百年之内的兴衰、荣辱、爱恨、福祸。其内容涉及社会和家庭生活的各方面。《百年孤独》风格独特，被公认为魔幻现实主义最具代表性的作品之一。

## 作品年表
- 1955年 - 《枯枝败叶》（La hojarasca，中篇小说）
- 1961年 - 《没有人给他写信的上校（西班牙语：El coronel no tiene quien le escriba）》（中篇小说）
- 1962年 - 《格兰德大妈的葬礼》（Los funerales de la Mamá Grande，短篇小说集）
- 1962年 - 《蓝狗的眼睛》（Ojos de perro azul，短篇小说集）
- 1962年 - 《恶时辰（西班牙语：La mala hora）》（长篇小说）
- 1967年 - 《百年孤独》（Cien años de soledad，长篇小说）
- 1970年 - 《一个海难幸存者的故事》（Relato de un náufrago，散文集）
- 1972年 - 《纯真的埃伦蒂拉和她残忍的祖母令人难以置信的悲惨故事》（La increíble y triste historia de la cándida Eréndira y de su abuela desalmada，短篇小说集）
- 1975年 - 《族长的秋天（西班牙语：El otoño del patriarca）》（长篇小说）
- 1981年 - 《一桩事先张扬的谋杀案》（Crónica de una muerte anunciada，中篇小说）
- 1982年 - 《番石榴飘香》（El guayava común agita la fragancia，谈话录）
- 1985年 - 《霍乱时期的爱情》（El amor en los tiempos del cólera，长篇小说）
- 1986年 - 《米格尔在智利的地下行动》（La aventura de Miguel Littín clandestino en Chile，散文集）
- 1989年 - 《迷宫中的将军》（El general en su laberinto，长篇小说）
- 1992年 - 《奇怪的朝圣者》（Doce cuentos peregrinos，短篇小说集）
- 1994年 - 《爱情和其他魔鬼》（Del amor y otros demonios，长篇小说）
- 1996年 - 《一起连环绑架案的新闻（西班牙语：Noticia de un secuestro）》（散文集）
- 2002年 - 《活着为了讲述（西班牙语：Vivir para contarla）》（散文集）
- 2004年 - 《苦妓回忆录》（Memoria de Mis Putas Tristes，中篇小说）
- 2010年 - 《我不是来演讲的（西班牙语：Yo no vengo a decir un discurso）》（演讲集）
- 2018年 - 《世纪丑闻》（El escándalo del siglo，散文集）
- 2024年 - 《我们八月见》（En agosto nos vemos，中篇小说）

## 荣誉
- 1962年 - 《恶时辰》获埃索奖。

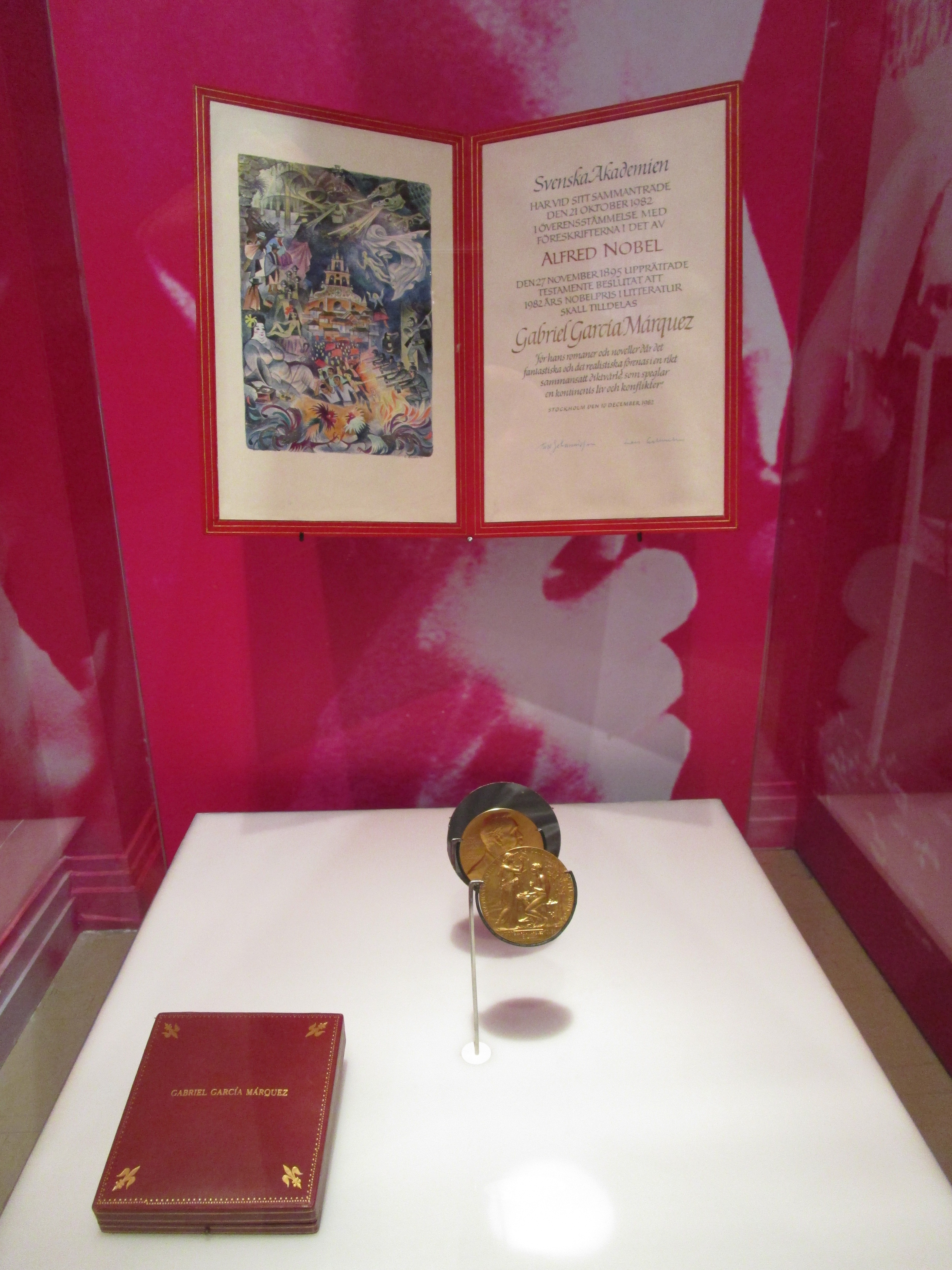
马尔克斯的诺贝尔奖获奖证书及奖牌

- 1969年 - 《百年孤独》获意大利基安恰诺奖。
- 1969年 - 《百年孤独》获法国最佳外国作品奖。
- 1971年 - 获美国哥伦比亚大学名誉教授称号。
- 1972年 - 获美國纽斯塔特国际文学奖以及拉丁美洲文学最高奖——加列戈斯文学奖（英语：Rómulo Gallegos Prize）。
- 1981年 - 获法国政府颁荣誉军团勋章。
- 1982年 - 获诺贝尔文学奖。
- 1982年 - 获哥伦比亚语言科学院名誉院士称号。

## 相关作品

### 传记
- 達索·薩爾迪瓦爾（Saldívar, Dasso），《García Márquez: El viaje a la semilla: la biografía》，馬德里：Alfaguara，1997年，ISBN 978-84-204-8250-7。
  - 中譯本：卞雙成、胡真才譯，《回歸本源：賈西亞·馬奎斯傳》，台北：遠景，2002年，ISBN 978-957-39-0692-6。
- 傑拉德·馬汀（Gerald Martin）等人，《Gabriel García Márquez. A Life》，倫敦：Bloomsbury，2008年，ISBN 978-0-7475-9476-5。
  - 中譯本：陳靜妍譯，《馬奎斯的一生》，台北：聯經，2010年，ISBN 978-957-08-3608-0。

### 研究著作
在台灣，以賈西亞·馬奎斯及其作品為研究對象的碩博士論文，已知有十多部。
- 毛蓓雯，《馬奎斯三部小說中愛與死之分析》

（西班牙文名：El amor y la muerte en tres novelas de Gabriel García Marquez）
（全文用西班牙文寫作）輔仁大學西班牙語文學研究所。1988年。
- 王興中，《張大春「沒人寫信給上校」與賈西亞·馬奎斯「預知死亡紀事」主題探討與比較》

（西班牙文名：Comparacion de El Capitan No Tiene Quien Le Escriba de Zhang Da-Chun y Cronica De Una Muerte Anunciada de Gabriel Gabrcia Marquez）
（內容為西班牙文）輔仁大學西班牙語文學研究所，1998年。
- 周玉珍，《馬奎斯短篇小說選集中幻想與真實的纏讓》

（英文名：The intertwining of fantasy with reality in Gabriel Garcia Marquez's The Incredible and sad tale of Innocent erendira and her heartless Gandmother）
（內容為英文，有中文摘要）淡江大學西洋語文研究所，1999年。
- 連家瑩，《從馬奎斯的「愛與群魔」看愛情觀與宗教觀》輔仁大學西班牙語文學研究所，2001年。
- 吳嘉華，《“百年孤寂”四中譯本之名詞翻譯探討》，靜宜大學西班牙語文學研究所，2002年。
- 張秀惠，《馬奎斯小說“沒有人寫信給上校”中譯本翻譯探討》

（西班牙文名：Un estudio de traducción español-chino: el coronel no tiene quien le escriba de Gabriel García Marquez）
（全文用西班牙文寫作）靜宜大學西班牙語文學系碩士論文，2003年。
- 陳雅婷，《賈西亞·馬奎斯“百年孤寂”中的死亡密碼分析》

（西班牙文名：El código de la muerte en Cien años de soledad de Gabriel García Marquez）（內容為西班牙文）靜宜大學西班牙語文學系碩士論文，2008年。

## 私人生活

### 與阿尔瓦罗·穆蒂斯的交情
穆蒂斯不僅與馬奎斯同為哥倫比亞作家，而且與之交情匪淺。馬奎斯的歷史小說《迷宮中的將軍》是受穆蒂斯的激勵而著手創作的。馬奎斯寫作《百年孤寂》這段期間，穆蒂斯是《百年孤寂》的第一讀者，對方幾乎每晚到馬奎斯家裡，聽作者唸出已經寫出的部分，然後再轉述給其他人，並在講述的時候任意增添刪改內容（据《活着为了讲述》，马尔克斯在后期讲给穆蒂斯的是另一个故事，以至《百年孤独》出版后，穆蒂斯感到非常尴尬）。不過，馬奎斯不以為意，反而有時會按穆蒂斯增添刪改的內容修改原稿，事後他聲稱：「從那時起，阿爾瓦羅就是我的作品原稿的第一位讀者，他的批評尖銳無情，卻又言之有理，使我的至少三個短篇被槍斃在垃圾筐中。我說不出在我所有的作品中有多少成分是他的貢獻，但可以說相當可觀。」。
馬奎斯幾部重要作品的寫作受穆蒂斯影響，也時常與對方切磋。成名以後，他與阿尔瓦罗·穆蒂斯仍然關係良好，沒有因政治理念及其他原因疏遠或是絕交。馬奎斯曾說：「人們常常問我，在這樣一個物欲橫流的時代，為什麼我們的友誼愈加牢固呢？回答很簡單，阿爾瓦羅與我很少見面，而我們每次見面僅僅是敘友情。」他也提到，穆蒂斯曾送胡安·魯爾弗的作品《佩德羅•巴拉莫》，教會自己另一種寫作方式。。